# Золтан Дьїмеші
Золтан Дьїмеші (угор. Gyimesi Zoltán, 31 березня 1977, Кечкемет) – угорський шахіст, гросмейстер від 1996 року.

## Шахова кар'єра
Неодноразово представляв Угорщину в розіграшах чемпіонату світу i Європи серед юнаків. У своєму доробку має бронзову медаль чемпіонату світу в категорії до 20 років, яку здобув 1996 року в Медельїні. Від кінця 1990-х років належить до провідних представників збірної своєї країни, між 1998 і 2006 роками чотири рази брав участь у шахових олімпіадах (2002 року здобув у командному заліку срібну медаль). У 1997 - 2007 роках чотири рази брав участь у командному чемпіонаті Європи. Окрім того, 2001 року захищав кольори національної збірної на командному чемпіонаті світу, здобувши бронзову медаль в особистому заліку на 2-й шахівниці. 2001 року брав участь у  чемпіонаті світу за версією ФІДЕ, який проходив за кубковою системою, де в 1-му колі здолав Стюарта Конквеста, але в 2-му поступився Олексіві Широву. Триразовий медаліст чемпіонату Угорщини: золотий (2005) і двічі срібний (2004 i 2006).
Досягнув багатьох успіхів у міжнародних турнірах, виграв чи поділив 1-ше місце, зокрема, в таких містах як: Балатонберень (1994, разом з Євгеном Калегіним i Костянтином Чернишовим), Будапешт (1995, турнір First Saturday FS07 GM, разом з Володимиром Малаховим), Кесег (1996), Печ (1998, разом з Золтаном Варгою та Іваном Фараго), Пардубице (1998, разом зі Збінеком Грачеком, Мікулашем Маником, Душко Павасовичем, Міланом Зуреком, Їржи Шточеком), Больцано (2000, разом з Дьюлою Саксом), Блед (2002), Каппель-ла-Гранд (2004, разом з Євгеном Наєром, Кайдо Кюлаотсом, Артемом Тимофєєвим, Сергієм Григор'янцем i Олегом Корнєєвим), Еппінген (2004), а також Корк (2005, чемпіонат Європейського Союзу, разом з Матеушем Бартелем).
Найвищий рейтинг Ело дотепер мав станом на 1 липня 2012 року, досягнувши 2674 пунктів, посідав тоді 77-ме місце в світовій класифікації ФІДЕ, водночас посідав 5-те місце серед угорських шахістів.

## Особисте життя
Дружина Золатана Дьїмеші - угорська шахістка, гросмайстриня Нора Медвельї.

## Зміни рейтингу
| На цьому місці має відображатися графік чи діаграма, однак з технічних причин його відображення наразі вимкнено. Будь ласка, не видаляйте код, який викликає це повідомлення. Розробники вже працюють для того, щоби відновити штатне функціонування цього графіка або діаграми. | |
| | На цьому місці має відображатися графік чи діаграма, однак з технічних причин його відображення наразі вимкнено. Будь ласка, не видаляйте код, який викликає це повідомлення. Розробники вже працюють для того, щоби відновити штатне функціонування цього графіка або діаграми. |